# Gawłów (województwo mazowieckie)
Gawłów – wieś w Polsce, położona w województwie mazowieckim, w powiecie sochaczewskim, w gminie Sochaczew, nad rzeką Bzurą. Ma status sołectwa. Przez wieś przebiega droga powiatowa Kamion – Witkowice – Sochaczew. 
Gawłów należy do parafii pod wezwaniem św. Brata Alberta w Sochaczewie. We wsi jest Szkoła Podstawowa im. księdza Jana Twardowskiego.
W latach 1975–1998 miejscowość administracyjnie należała do województwa skierniewickiego. 
W 1944 roku w Gawłowie był obóz, w którym do ucieczki Niemców 10 stycznia 1945 więziono mężczyzn z Warszawy po upadku Powstania Warszawskiego.

## Integralne części wsi
| SIMC    | Nazwa    | Rodzaj    |
| ------- | -------- | --------- |
| 0738272 | Grzyb    | część wsi |
| 0738289 | Łubienka | część wsi |

## Transport
Na terenie wsi funkcjonuje komunikacja miejska obsługiwana przez Zakład Komunikacji Miejskiej w Sochaczewie. Czynne są 3 linie autobusowe:
- 9: PKP – Chodaków – Żuków – Gawłów – Szpital – PKP
- 3: Energomontaż – PKP – Trojanów – Chodaków (Chemitex) - Żuków (szkoła) – Szpital – PKP – Energomontaż
- 3A: Energomontaż – PKP – Szpital - Żuków (szkoła) – Chodaków (Chemitex) – Trojanów – PKP – Energomontaż

## Ludzie związani z Gawłowem
- Ryszard Bugaj (ur. 1944) – polityk, były przewodniczący Unii Pracy, poseł na Sejm
- Ambroży Mikołaj Skarżyński herbu Bończa (ur. 1787, zm. 1868 w Orłowie) – baron, napoleoński oficer, kawaler Legii Honorowej, a następnie generał Wojsk Polskich (1831)

## Zabytki
- pałac wybudowany w latach 1880–1890 dla Bolesława Gołębiowskiego. Na przełomie XIX i XX wieku należał on do Stanisława Łubińskiego. W dwudziestoleciu międzywojennym stał się własnością przemysłowca Konstantego Blumtryta, właściciela fabryki tekstylnej wzniesionej przez niego w sąsiedztwie. W tym samym czasie przebudowano go, nadając mu późnobarokowy i klasycystyczny charakter. W czasie II wojny światowej mieścił się tu niemiecki szpital wojskowy, a we wrześniu 1946 utworzony został dom pomocy społecznej. Od 2018 r. pałacem opiekuje się Fundacja Ochrony Zabytków Mazowsza.
- park krajobrazowy z XIX wieku